# Plaine d'Arsk
La plaine d'Arsk  (russe : Арское поле, tatar : Арча кыры) est une large plaine (ou un champ) qui pendant la fin du Moyen Âge se trouvait à l'est du Kremlin de Kazan, entourée par les rivières Kazanka et Boulak. En français, le nom apparait dans la traduction de l'Histoire de l'Empire russe, de Nicolaï Karamzine.

## Histoire
La plaine d'Arsk commence à être mentionnée dans les chroniques russes au milieu du XIVe siècle. Elle tirerait son nom de celui des habitants d'alors, les Aris (ари) ou Arinov (аринов), apparentés aux Vostiaks ou Oudmourtes, et qui ont migré ici depuis les rives de l'Ienisseï avec des Mongols autour du milieu du XIIIe siècle.    
C'est à cet endroit que part l'importante route commerciale et militaire d'Arsk, reliant Kazan à Arsk. Elle est déjà au XIVe siècle un lieu où se règlent les différends, et une foire y est organisée en juin, où les marchands de Moscou, de Tver, de Novgorod la grande, de Nijni Novgorod, et de Pskov font parvenir leurs marchandises. Les marchands de Kazan, de la Chine, de l'Inde et de l'Asie centrale les achètent, jusqu'à ce que par la suite les foires soient transférées à Makariev.  
Au XVIe siècle, avec l'affaiblissement des successeurs de la Horde d'or, la plaine d'Arsk devient un lieu d'affrontements répétés entre les armées de Russie et du Khanat de Kazan. Elle est le lieu d'une bataille sanglante entre Russes et Tatars de Kazan en 1552, qui débouche sur la prise définitive de la ville par Ivan le Terrible.  
Pendant la guerre des Paysans russes, Emelian Pougatchev y installe ses troupes le 10 juillet 1774 avant de les lancer à l'assaut de la ville, lors de la bataille de Kazan.

## Période contemporaine
À partir de la fin du XIXe siècle, des datchas y sont construites par les élites de Kazan. Le cimetière d'Arsk est construit aux limites de la ville. Des quartiers d'habitation prennent ensuite place le long de la rue de la Plaine d'Arsk, qui prend le nom en 1928 de rue Nicolaï Ierchov (ru). Le Parc Gorki (ru) occupe une partie de l'ancienne plaine.